# Цилиндр (фильм)
«Цилиндр» (англ. Top Hat) — музыкальная комедия режиссёра Марка Сэндрича 1935 года. Четвёртый совместный фильм Фреда Астера и Джинджер Роджерс, исполнивших в нём главные роли. В 1990 году Библиотека Конгресса включила «Цилиндр» в Национальный реестр фильмов. В СССР фильм никогда не показывался.
В фильме впервые прозвучала знаменитая песня «Щека к щеке» (Cheek to cheek), ставшая одним из символов межвоенного американского кинематографа. Эпизод с этой песней неоднократно цитировался в более поздних кинофильмах, в том числе в «Пурпурной розе Каира» (1985) и «Зелёной миле» (1999).
Название фильму было дано по одному из главных танцевальных номеров Фреда Астера в фильме.

## Сюжет
Певец и танцор из США Джерри Трэверс приезжает в Лондон, чтобы принять участие в шоу, продюсером которого является Хорэс Хардвик. Остановившись в богатом отеле, однажды ночью Джерри показывает знакомому свой новый номер по исполнению степа. Звуки танцора будят красотку Дэйл Тремон, остановившуюся в отеле на этаж ниже. Разозлённая Дэйл прибегает в номер Джерри, чтобы устроить скандал, но стоило только им повстречаться и взглянуть друг на друга, как зародилась любовь. Но ситуация крайне осложнилась тем, что Дэйл приняла Джерри за того самого Хорэса Хардвика, оказавшегося мужем её подруги Мэдж. Теперь Джерри придётся всяческими способами доказывать своей возлюбленной, что он и на самом деле есть тот, за кого себя выдаёт.

## В ролях
- Фред Астер — Джерри Трэверс
- Джинджер Роджерс — Дэйл Тремон
- Эдвард Эверетт Хортон — Хорэс Хардвик
- Эрик Родс — Альберто Беддини
- Эрик Блор — Бейтс
- Хелен Бродерик — Мэдж Хардвик

## Номинации
| Год  | Премия | Категория                            | Имя                            | Результат |
| ---- | ------ | ------------------------------------ | ------------------------------ | --------- |
| 1936 | Оскар  | Лучшая работа художника-постановщика | Кэролл Кларк, Ван Нест Полглас | Номинация |
| 1936 | Оскар  | Лучшая хореография                   | Гермес Пан                     | Номинация |
| 1936 | Оскар  | Лучшая песня                         | Ирвинг Берлин                  | Номинация |
| 1936 | Оскар  | Лучший фильм года                    | RKO Radio Pictures             | Номинация |